# 谭小平 (1963年)
谭小平（1963年8月—），湖南湘乡人，湘乡师范学校和中共中央党校毕业，1993年3月加入中国共产党，中华人民共和国政治人物。

## 生平
1963年8月，谭小平出生于湖南省湘乡县（今湘乡市）。高考恢复后于1979年8月考入中专湘乡师范学校，1981年7月毕业后成为东方红学校的教师。1987年8月转到水电部中南勘测设计院子校继续教书。
1989年7月，谭小平进入政界，出任共青团长沙市委员会宣传部干部，1992年2月升任政研室副主任。1994年4月，谭小平调任长沙市委政研室政研三科科长，1996年5月任副县级研究员，次年11月升任副主任，2002年7月升任主任，期间在中共中央党校学习政法学、政治经济学。
2006年6月，谭小平调任望城县委副书记（正县级），2008年4月兼任望城县人民政府副县长、代县长，2008年12月兼任县长，望城县改为望城区之后继续任区委副书记、区人民政府区长，2012年3月升任望城区委书记。2015年3月，谭小平调任宁乡经济技术开发区党工委书记、宁乡县委书记。次年3月兼任湖南湘江新区管委会副主任。在任期间，曾经于2015年6月获得中共中央组织部授予「全國優秀縣委書記」榮譽稱號。
2016年7月，谭小平调任长沙市委副秘书长，成为副厅级干部，同年9月升任长沙市委常委、统战部部长。2017年3月不再担任中共长沙市委副秘书长。
2021年9月，不再担任中共长沙市委常委。任中共长沙市委一级巡视员。

## 失责处分
2017年7月，宁乡县遭遇特大洪灾，导致房屋倒塌和严重损毁14000余间，累计核实因灾死亡、意外落水溺亡、失联人员共44人，8月14日，中共湖南省纪委、省委组织部相关领导带队前往宁乡参加县委常委扩大会议，并且通报宁乡防汛救灾责任追究情况，一共追究共涉及15人，其中长沙市委常委、统战部长（原任宁乡县委书记）谭小平被湖南省委诫勉谈话。